# Кристина Симънс
Кристина Симънс (на английски: Christina Simmons) е американска писателка на бестселъри в жанра еротичен любовен роман за възрастни, фентъзи любовен роман, романтичен трилър и паранормален любовен роман. Пише под псевдонима Лора Лей (на английски: Lora Leigh).

## Биография и творчество
Кристина Симънс е родена на 6 март 1965 г. в Охайо, САЩ. Израства в Мартин Каунти, Кентъки. Обича да пише още от 6-и клас, когато е насърчена за това от учителя си. В гимназията се запалва по романтичната литература.
Пише първия си роман на 18 години и го предлага за публикация, но получава отказ. Следват още години, в които получава многократни откази от издателствата, но си взема поуки от опита и рецензиите, и продължава да пише.
Пише под неизвестен псевдоним или псевдоними, поради което няма информация за нея до 2003 г. Доста по-късно започва с електронна търговия на своите произведения. Бързо се превръща в търсен писател и синоним на еротичния романс.
Произведенията на Кристина Симънс (Лора Лей) често са в списъците на бестселърите на „Ню Йорк Таймс“, особено романсите от сериите „Породи“ и „Морски момчета“. За своята паранормална еротична серия романси „Породи“ тя е удостоена през 2009 г. с годишната награда за еротичен романс от списание „Romantic Times“.
Книгите на писателката не са приети еднозначно от критиката, заради откровения език на еротиката в повечето от тях. Според Лора обаче романтиката и секса вървят ръка за ръка, и тя се стреми да пресъздаде целия характер на взаимоотношенията.
За популяризиране на творчеството си тя организира различни срещи с феновете за обсъждане на книгите – годишни срещи и форуми.
Кристина Симънс живее със семейството си на хълмовете край гр. Нюпорт, Кентъки, заобиколена от домашни любимци. Обича да поддържа градината си, да ходи на риболов и да кара кану.

## Произведения

### Самостоятелни романи
- Cops and Cowboys (2005) – в съавторство с Шайло Уокър
- Broken Wings (2005)
- Loving Lies (2006)
- Surrender to Fire (2009)
- Cowboy and the Captive (2009)
- Cowboy and the Thief (2009)
- Fyre Brand (2009)
- Knight Stalker (2009)
- Wicked Intent (2009)
- Wolfe's Hope (2009)
- Enigma (2010)
- Cooper's Fall (2012)
- Sheila's Passion (2012)
- Taken (2014)

### Серия „Мъжете на август“ (Men of August)
1. Marly's Choice (2003)
2. Sarah's Seduction (2003)
3. Heather's Gift (2005)
4. August Heat (2004)

### Серия „Породите“ (Breeds)

#### Романи
1. Да изкушиш звяра, Tempting the Beast (2003) – /Калън Лайънс и Меринъс Тайлър/
2. Под повърхността на звяра, The Man Within (2004) – /Тайбър Уилямс и Рони Андрюс/
3. Вълкът на Елизабет, Elizabeth's Wolf (2004) – /Даш Синклер и Елизабет Колдър/
4. Душата на звяра, Soul Deep (2004) – /Кейн Тайлър и Шера/
5. Да целунеш звяра, Kiss of Heat (2005) – /Киова и Аманда Мейрън/
6. Да имаш за съсед Порода, The Breed Next Door (2005) – в „Hot Spell“ – /Тарик Джордан и Лира Мейсън/
7. Белегът на Меган, Megan's Mark (2006) – /Брейдън Арнес и Мегън Фийлдс/
8. Да обичаш порода, Harmony's Way (2006) – /Ланс Джейкъбс и Хармъни Ланкастър/
9. Двойна игра, Tanner's Scheme (2007) – / Танер Рейнолдс и Скийм Талънт/
10. Улф и Хоуп, Wolfe's Hope (2004) – /Улф и Хоуп/
11. Jacob's Faith (2003)
12. Aiden's Charity (2007)
13. In a Wolf's Embrace (2007)
14. Dawn's Awakening (2008)
15. A Jaguar's Kiss (2008)
16. Mercury's War (2008)
17. Christmas Heat (2008)
18. Coyote's Mate (2009)
19. Целувка за Коледа, A Christmas Kiss (2009) – /Хоук Естебан и Джесика Рейнс/
20. Bengal's Heart (2009)
21. The Breed Next Door (2009)
22. Lion's Heat (2010)
23. Styx's Storm (2010)
24. Primal Kiss (2011)
25. Navarro's Promise (2011)
26. Lawe's Justice (2011)
27. Stygian's Honor (2012)

#### Разкази
- Сделката на Барак, Barak's Bargain (Breeds #11.5) – /Барак и Мери/
- Да имаш за съсед Порода, The Breed Next Door (2005) – в „Hot Spell“

### Серия „Близначките Уизард“ (Wizard Twins)
1. Menage a Magick (2003)
2. When Wizards Rule (2006)

### Серия „Свързани сърца“ (Bound Hearts)
1. Surrender (2003)
2. Submission / Seduction (2004) – сборник, преиздадени отделно през 2009 г.
3. Embraced (2004)
4. Shameless (2005)
5. Wicked Sacrifice: Wicked Intent / Sacrifice (2006) – сборник, преиздадени отделно през 2009 г.
6. Forbidden Pleasure (2007)
7. Only Pleasure (2009)
8. Guilty Pleasure (2009)
9. Dangerous Pleasure (2011)

### Серия „Изкусителни морски тюлени“ (Tempting SEALs)
1. Reno's Chance (2005) – разказ
2. Dangerous Games (2007)
3. For Maggies Sake (2007)
4. Hidden Agendas (2007)
5. Killer Secrets (2008)
6. Atlanta Heat (2008)
7. Reno's Chance (2010)

### Серия „Наследство“ (Legacy)
1. Shattered Legacy (2005)
2. Shadowed Legacy (2006)
3. Savage Legacy (2007)
4. Dragon Prime (2007)

### Серия „Палави момчета“ (Nauti Boys)
1. Nauti Boy (2007)
2. Nauti Nights (2007)
3. Nauti Dreams (2008)
4. Nauti Intentions (2009)
5. Nauti Deceptions (2010)

### Серия „Елитни операции“ (Elite Ops)
1. Wild Card (2008)
2. Maverick (2009)
3. Heat Seeker (2009)
4. Black Jack (2010)
5. Renegade (2010)
6. Live Wire (2011)

### Серия „Грехове“ (Sins)
1. Midnight Sins (2011)
2. Deadly Sins (2012)
3. Secret Sins (2012)

### Серия „Палави момичета“ (Nauti Girls)
1. Nauti Temptress (2012)
2. Nauti Enchantress (2013)

### Сборници с участието на Лора Лей
- Hot Spell (2005) – с Мелджин Брук, Ема Холи и Шайло Уокър
- Paranormal Holiday Anthology Trio (2010) – с Маги Шейн и Налини Синг
- Ties That Bind (2003) – с Джейд Блак
- Manaconda (2004) – с Джейд Блак и Шери Л. Кинг
- Primal Heat (2004) – с Джеси Бъртън, Шери Л. Кинг и Лори Оклер
- Law and Disorder: Moving Violations (2004) – с Вероника Чадуик
- The Twelve Quickies of Christmas Vol 1 (2004) – с Рейчъл Bo, Р. Кастил, Кейт Дъглас, Ашли Рейн и Шайло Уокър
- Elemental Desires (2005) – с Катерин Ан Дюбоа и Млин Хърт
- Honk If You Love Real Men (2005) – с Кари Александър, Памела Бритън и Сюзън Донован
- A Wish, a Kiss, a Dream (2005) – с Шайло Уокър и Мария Уайн
- White Hot Holidays, Vol. I (2006) – с Лани Ейми, Мишел Бардслей, Алисън Джеймс, Макензи Макейд, Триста Ан Майкълс, Крикет Стар, Леда Суон и Мария Уайн
- Real Men Do It Better (2007) – с Кари Александър, Сюзън Донован и Лори Уайлд
- Beyond the Dark (2007) – с Ема Холи, Анджела Найт и Даян Уайтсайд
- Rescue Me (2008) – с Чери Адеър и Синди Джерард
- The Magical Christmas Cat (2008) – с Ерин Маккарти, Налини Синг и Линда Уинстед Джоунс
- Real Men Last All Night (2009) – с Хайди Бетс, Лори Фостър и Шайен Макрей
- Hot for the Holidays (2009) – с Аня Баст, Алисън Джеймс и Ангела Найт
- Sealed With a Wish (2009) – с Макейд Макензи
- Men of Danger (2010) – с Ред Гарние, Алексис Грант и Лори Оклер
- Primal (2010) – с Ава Грей, Мишел Роуен и Йори Стронг
- Tied With a Bow (2011) – с Кимбърли Фрост, Вирджиния Кантра и Айлийн Уилкс
- Legally Hot (2012) – с Ред Гарние и Шайен Макрей
- Nautier and Wilder (2013) – с Джеси Бъртън
- Enthralled (2013) – с Мелиджен Брук, Алиса Ден и Луси Монро

В България има само фен-преводи на произведенията на писателката.